# Рак шийки матки
Рак ши́йки ма́тки (англ. cervical cancer) — злоякісне новоутворення, що виникає в області шийки матки. Рак — одне з найбільш поширених онкологічних захворювань: посідає четверте місце в структурі смертності серед онкологічних хворих після раку шлунку, раку органів дихання та раку шкіри. Гістологічно розрізняють два його основні різновиди: аденокарциному та плоскоклітинний рак.

## Епідеміологія
Щороку у світі рак шийки матки виявляють більше ніж у 600 тисяч жінок. В Україні хворобу щорічно виявляють у 7500 жінок, з яких 2500 помирають (серед них 500 працездатного віку).
Найбільше хвороба поширена на Ямайці — 58,9 % на 100 тисяч жінок, у Німеччині — 43,1-45,2 %, а найнижча — в Ізраїлі (6,4 %).
Смертність від раку шийки матки: Німеччина — 10,6 %, Данія — 10,5 %, Польща — 9,3 %, Іспанія — 8,0 %, Японія — 2,4 %, Італія — 1,5 %, Ізраїль — 0,8 %.

## Причини
99% випадків раку шийки матки пов'язані із вірусом папілом людини (ВПЛ, HPV). ВПЛ передається при незахищеному сексі (зокрема, оральному).
Віруси папіломи людини типів 16 і 18 відповідають за приблизно 70% випадків раку шийки матки у світі.

## Основні причини запущеності випадків
1. Пізнє звернення за медичною допомогою
2. Прихований перебіг захворювання
3. Помилки в діагнозах
4. Відсутність професійних оглядів впродовж 2-х та більше років
5. Тривале обстеження[1]

## Симптоми
Впродовж розвитку захворювання можуть з'являтися наступні симптоми:
- патологічні вагінальні кровотечі
- кровотечі між менструаціями
- кровотеча після статевого акту, спринцювання, гінекологічного огляду
- кровотеча після менопаузи
- посилення вагінальних кровотеч
- тазовий біль
- біль під час вагінального сексу

## Діагностика
Основна діагностика — цитологічне дослідження мазка шийки матки.
Інші методи діагностики:
1. Визначення HPV за допомогою полімеразної ланцюгової реакції в реальному часі
2. Кольпоскопія
3. Біопсія
4. Ендоцервікальний кюретаж
5. Конізація

## Лікування
Лікування хворих раком шийки матки розвивається в трьох основних напрямках:
1. Поєднана променева терапія
2. Суміщене лікування (променева терапія і хірургічне лікування або променева терапія і хіміотерапія)
3. Лише хірургічне лікування

## Профілактика
- Вакцинація проти вірусу папіломи людини проводиться жінкам віком до 27 років, до початку статевого життя. Обов'язкова вакцинація дівчат віком від 12 до 16 років затверджена в понад 80 країнах світу. Доцільність вакцинації жінок інших вікових груп досліджується.
- Використання презервативів — бар'єрного засобу контрацепції, відмова від паління[4], помірне фізичне навантаження, регулярний огляд у лікаря.